# Red Auerbach

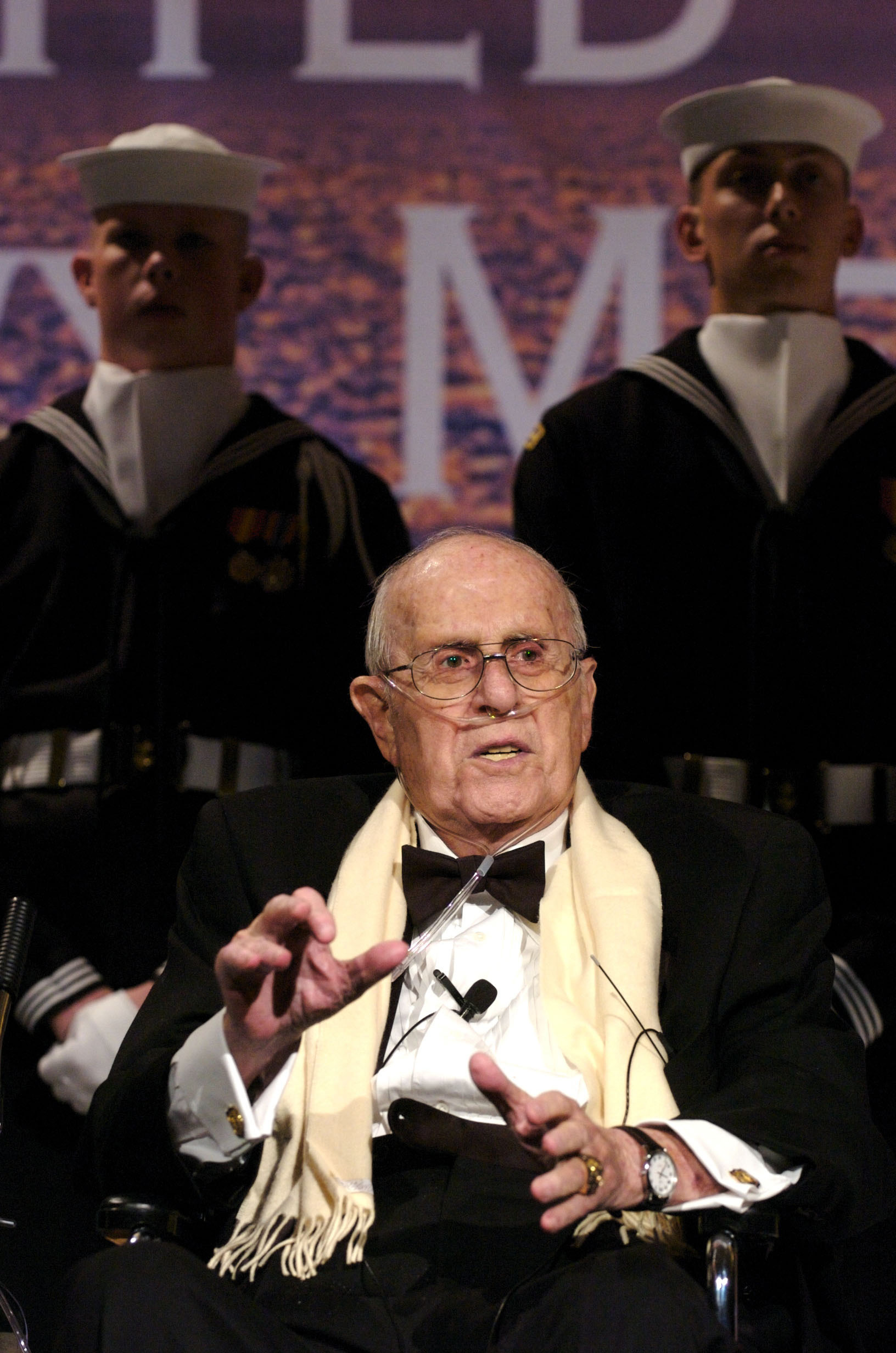
Red Auerbach

Arnold Jacob "Red" Auerbach (20 september 1917 – 28 oktober 2006) was een zeer succesvol Amerikaans basketbalcoach van de Boston Celtics, die uitkomen in de National Basketball Association (NBA). Auerbach was coach van de Celtics van 1950 tot 1966, in deze periode won hij 9 NBA titels, waarvan 8 op rij (1959-1966), een NBA-record.
6 Russell ·
14 Cousy ·
15 Heinsohn ·
16 Nichols ·
17 Phillip ·
18 Loscutoff ·
19 Risen ·
20 Hemric ·
21 Sharman ·
23 Ramsey ·
29 Tsioropoulos ·
Coach Auerbach
6 Russell ·
14 Cousy ·
15 Heinsohn  ·
16 Swain ·
17 Conley ·
18 Loscutoff ·
21 Sharman ·
23 Ramsey ·
24 S. Jones ·
25 KC Jones ·
29 Tsioropoulos ·
Coach Auerbach
6 Russell ·
14 Cousy ·
15 Heinsohn ·
16 Richter ·
17 Conley ·
18 Loscutoff ·
20 Guarilia ·
21 Sharman ·
23 Ramsey ·
24 S. Jones ·
25 KC Jones ·
Coach Auerbach
6 Russell ·
14 Cousy ·
15 Heinsohn ·
16 Sanders ·
17 Conley ·
18 Loscutoff ·
20 Guarilia ·
21 Sharman ·
23 Ramsey ·
24 S. Jones ·
25 KC Jones ·
Coach Auerbach
4 Braun ·
6 Russell ·
14 Cousy ·
15 Heinsohn ·
16 Sanders ·
18 Loscutoff ·
20 Guarilia ·
21 Phillips ·
23 Ramsey ·
24 S. Jones ·
25 KC Jones ·
Coach Auerbach
4 Lovellette ·
6 Russell ·
12 Swartz ·
14 Cousy ·
15 Heinsohn ·
16 Sanders ·
17 Havlicek ·
18 Loscutoff ·
20 Guarilia ·
23 Ramsey ·
24 S. Jones ·
25 KC Jones ·
Coach Auerbach
4 Lovellette ·
6 Russell ·
12 Naulls ·
15 Heinsohn ·
16 Sanders ·
17 Havlicek ·
18 Loscutoff ·
20 Siegfried ·
21 McCarthy ·
23 Ramsey ·
24 S. Jones ·
25 KC Jones ·
Coach Auerbach
6 Russell ·
11 Counts ·
12 Naulls ·
15 Heinsohn ·
16 Sanders ·
17 Havlicek ·
18 Thompson ·
20 Siegfried ·
21 Bonham ·
24 S. Jones ·
25 KC Jones ·
Coach Auerbach
5 Thompson ·
6 Russell ·
11 Counts ·
12 Naulls ·
14 Watts ·
16 Sanders ·
17 Havlicek ·
18 Sauldsberry ·
19 Nelson ·
20 Siegfried ·
21 Bonham ·
24 S. Jones ·
25 KC Jones ·
Coach Auerbach